# Менсфилд (Џорџија)
Менсфилд (енгл. Mansfield) град је у америчкој савезној држави Џорџија. По попису становништва из 2010. у њему је живело 410 становника.

## Демографија
Према попису становништва из 2010. у граду је живело 410 становника, што је 18 (4,6%) становника више него 2000. године.
| Група             | 2000.       | 2010.       |
| Белци             | 306 (78,1%) | 360 (87,8%) |
| Афроамериканци    | 83 (21,2%)  | 30 (7,3%)   |
| Азијати           | 0 (0,0%)    | 7 (1,7%)    |
| Хиспаноамериканци | 0 (0,0%)    | 7 (1,7%)    |
| Укупно            | 392         | 410         |